# 関東自動車小山営業所

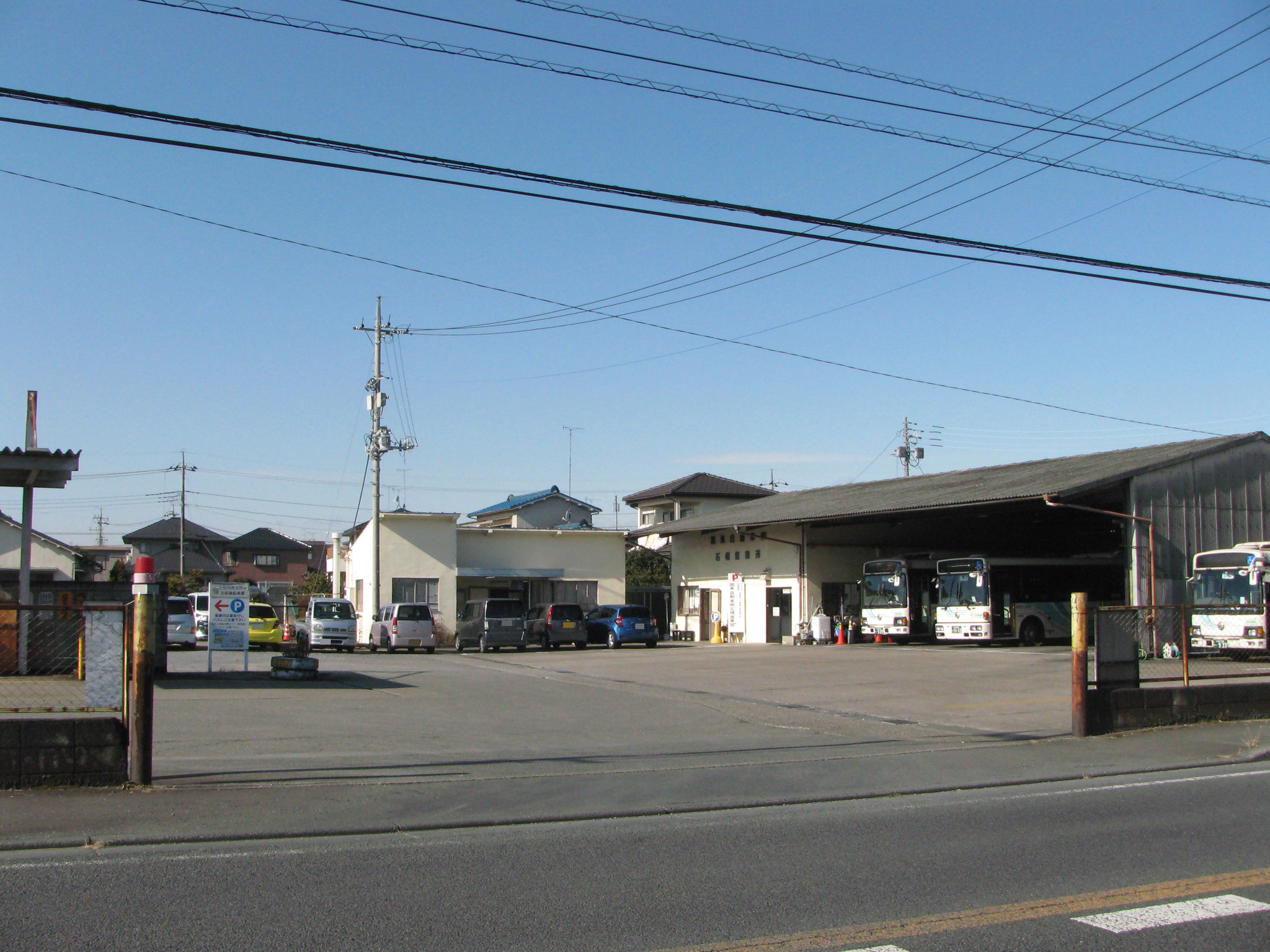
石橋車庫

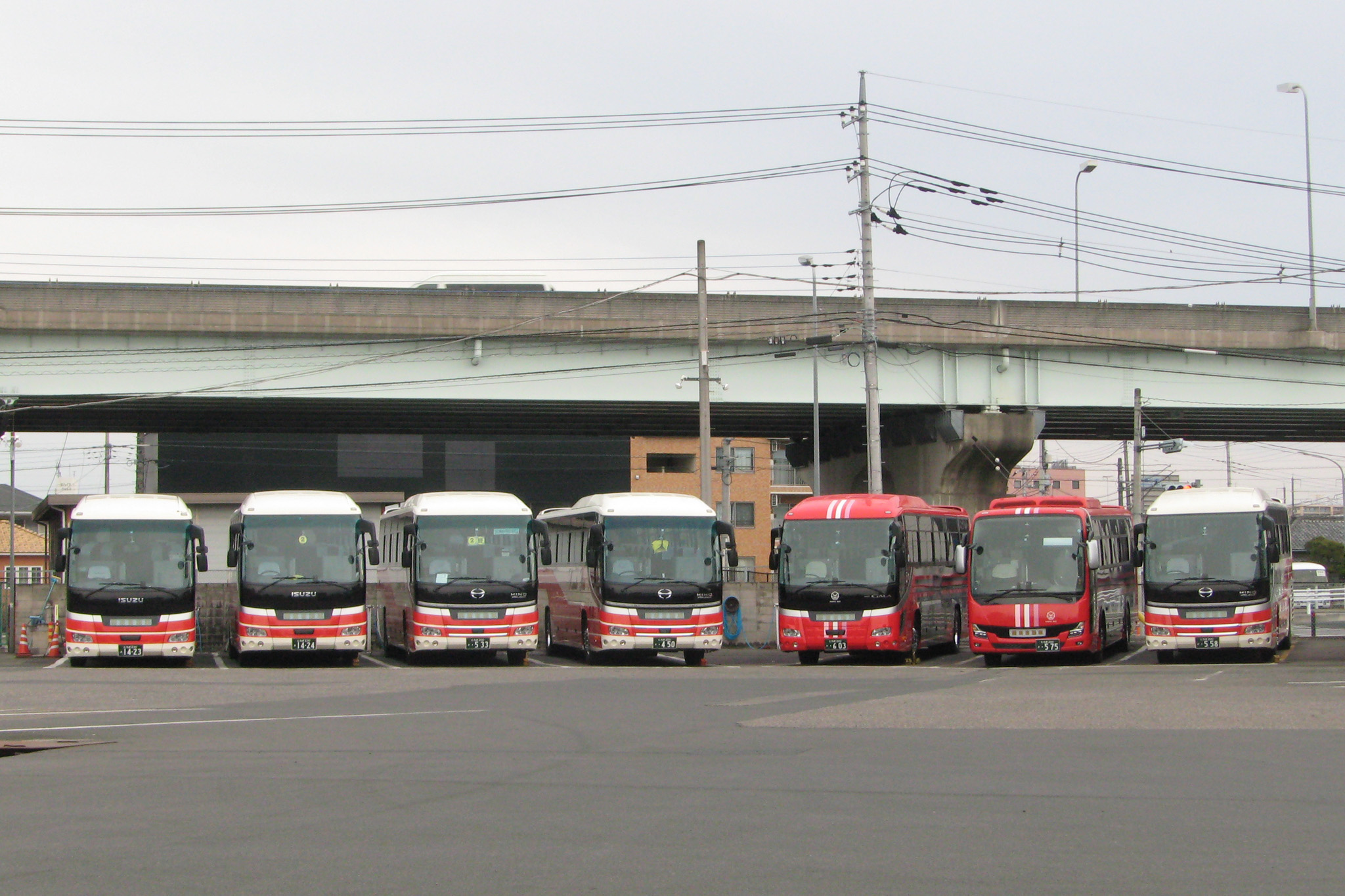
小山営業所の貸切車

関東自動車小山営業所（かんとうじどうしゃおやまえいぎょうしょ）は、栃木県小山市神鳥谷（ひととのや）にある関東自動車の営業所。所属車輌のナンバープレートは、かつては「栃木」ナンバーであったが、現在は「とちぎ」に統一されている。
2022年（令和4年）11月30日付で廃止された石橋営業所は、翌12月1日より当営業所石橋車庫に改組された。

## 沿革
- 1959年（昭和34年）3月 - 小山駅前の出張所車庫が手狭になったため神鳥谷の現在地に事務室や宿直室を備えた小山南車庫開設[2]。
- 1961年（昭和36年） - 小山南車庫の事務所を増築、車庫を拡張[2]
- 1970年（昭和45年） - 石橋営業所より分離独立[3][4]
- 1987年（昭和62年） - 石橋営業所に統合、出張所に格下げ[5]
- 1993年（平成5年） 4月 - 東武鉄道から栃木・小山地区の4系統を引き継ぐ[6][7]
- 1996年（平成8年） - 組織改組で貸切部門専業となり、小山観光営業所に改称[6]
- （時期不明） - 県南営業所に改称、乗合部門を再編入[注 1]
- 2002年（平成14年） 2月1日 - 小山市駅東地区でワンコイン（100円）循環バスの試験運行を開始（小山市からの受託、現・小山駅東口循環線の前身）[8][9][10]
- 2004年（平成16年） 4月1日 - 小山駅東循環バスを本格運行へ移行（小山駅東口循環線の運行開始）[11][10]
- 2008年（平成20年） 3月31日 - 小山駅東口循環線を除く小山市内路線を廃止[12][10]
- （時期不明）  - 乗合部門を分離、石橋営業所へ移管[注 2][注 3]
- 2016年（平成28年）1月4日 - 新小山市民病院移転に伴い、小山駅東口循環線の経路変更を実施、小山駅東口・新市民病院循環線の運行を開始[13]
- 2021年（令和3年）10月1日 - 小山駅東口循環線、小山駅東口・新市民病院循環線の一部経路変更を実施[14]
- 2022年（令和4年）10月1日 - 県南営業所から小山営業所に改称[15]。石橋～真岡線を真岡車庫～真岡営業所（旧東野交通真岡車庫）間延伸（真岡車庫バス停は廃止）[16]。
- 2022年（令和4年）11月30日  - 石橋営業所廃止、翌12月1日から小山営業所傘下の車庫に改組[1]
- 2023年（令和5年）10月1日 - 小山市内路線において、路線再編を実施
  - 小山駅東口循環線を城南循環線に改称、一部経路変更を実施、新たに右回りの運行を開始[17][18]
  - 小山駅東口・新市民病院循環線を城南・新市民病院線に改称、循環運行から往復運行に変更[17][18]
- 2024年（令和6年）1月16日 - 栃木県ABCプロジェクトの一環として、自治医大線で自動運転バスの実証実験運行を実施（2月19日まで）[19][20]。2025年も1月28日から2月28日まで実施予定[21]。

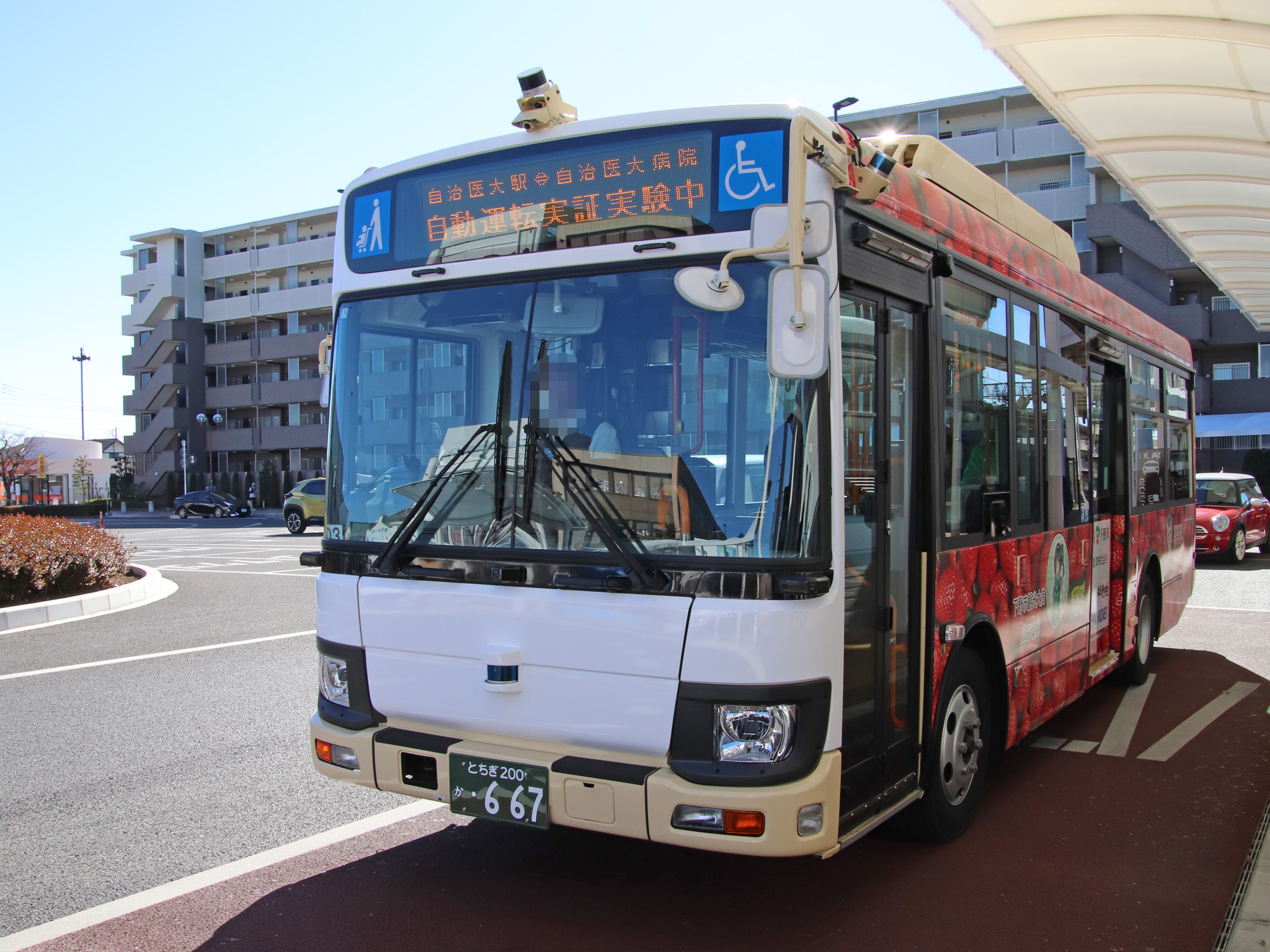
実証運行された自動運転バス

## 現行路線
（太文字停留所は、途中発着の設定がなされている停留所）
（[カッコ]は行先番号）

### 小山営業所管轄

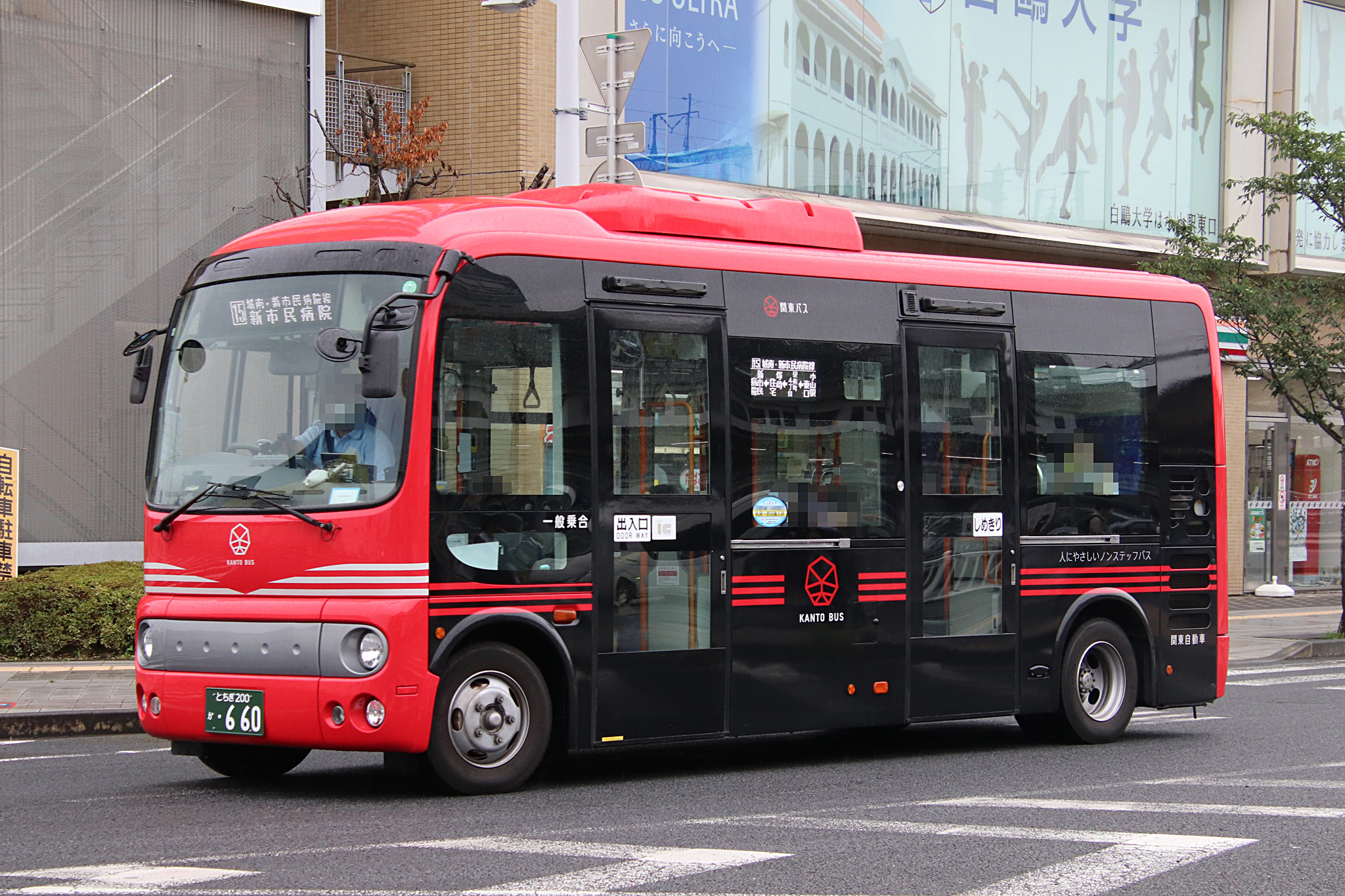
小山営業所管轄路線で使用される車両の一例

小山市内の現行路線は、小山市コミュニティバス・おーバスの路線網に入っており、独自の路線番号も付与されているが、小山市からの受託運行ではなく関東自動車の直営路線である。
※路線名表記は、小山市公式ホームページに準ずる。

#### 城南循環線
- [11]・[12]小山駅東口 - 三峯2丁目 - 城南小前 - 城南高校前 - 城南公園入口 - 愛宕前公園南 - 城南中東 - 旭小学校前 - 小山駅東口
- [11]小山駅東口 → 三峯2丁目 → 城南小前 → 城南高校前 → 城南公園入口 → 愛宕前公園南 → 城南中東 → あさひ保育園西 → 小山駅東口

※[11]左回り・[12]右回りの双方向運行。あさひ保育園西経由は朝の左回り2便のみ運行。

#### 城南・新市民病院線
- [15]小山駅東口 - （← あさひ保育園西／駅南町4丁目 →） - 城南公園入口 - 市営塚崎住宅 - 小山市立体育館前 - 新市民病院

※あさひ保育園西は新市民病院→小山駅東口方向、駅南町4丁目は小山駅東口→新市民病院方向が経由する。

### 小山営業所石橋車庫管轄

#### 駒生営業所発着
※駒生営業所と共管
- [10]駒生営業所 - （とちぎ健康の森）[注 4] - 作新学院前 - 東武駅前 - 県庁前 - JR宇都宮駅 - 東高校前 - さる山団地入口 - [80]瑞穂野団地[注 5]

- [10]駒生営業所 - （とちぎ健康の森）[注 4] - 作新学院前 - 東武駅前 - 県庁前 - JR宇都宮駅 - 東高校前 - さる山団地入口 - 緑の郷 - [80]瑞穂野団地[注 5][注 6]

- [10]駒生営業所 - 作新学院前 - 東武駅前 - 県庁前 - JR宇都宮駅 - 東高校前 - 下桑島 - [81]東汗

- [10]駒生営業所 - （とちぎ健康の森）[注 4] - 作新学院前 - 東武駅前 - 県庁前 - JR宇都宮駅 - 屋板郵便局 - 東谷 - （インターパーク宇都宮南）[注 7] - 日産前 - 上三川町役場入口 - 白鷺神社 - [85]上三川車庫

#### 宇都宮・石橋線
※簗瀬営業所と共管
- [01]JR宇都宮駅 - 県庁前 - 東武西口 - 一条 - 台新田神社 - 雀宮駅入口 - ジェイコーうつのみや病院 - 雀宮陸上自衛隊 - [25]上古山入口 -  下野警察署 - 通古山 - 上町[29] - [25]石橋駅
- [01]JR宇都宮駅 - 県庁前 - 東武西口 - 一条 - 台新田神社 - 雀宮駅入口 - ジェイコーうつのみや病院 - 雀宮陸上自衛隊 - 上古山入口 - 下野警察署 - 通古山 - 石橋高校 - [25]石橋駅[注 8]

※JR宇都宮駅 - 上古山入口間の区間便あり。

#### 今宮線
- [01]JR宇都宮駅 - 旭陵橋東 - 川田入口 - 江曽島四丁目 - 今宮二丁目 - 総合運動公園東 - 若松原二丁目 - [25]雀宮駅

※2022年4月1日、宇都宮営業所から石橋営業所（当時）へ移管。

#### 石橋・真岡線

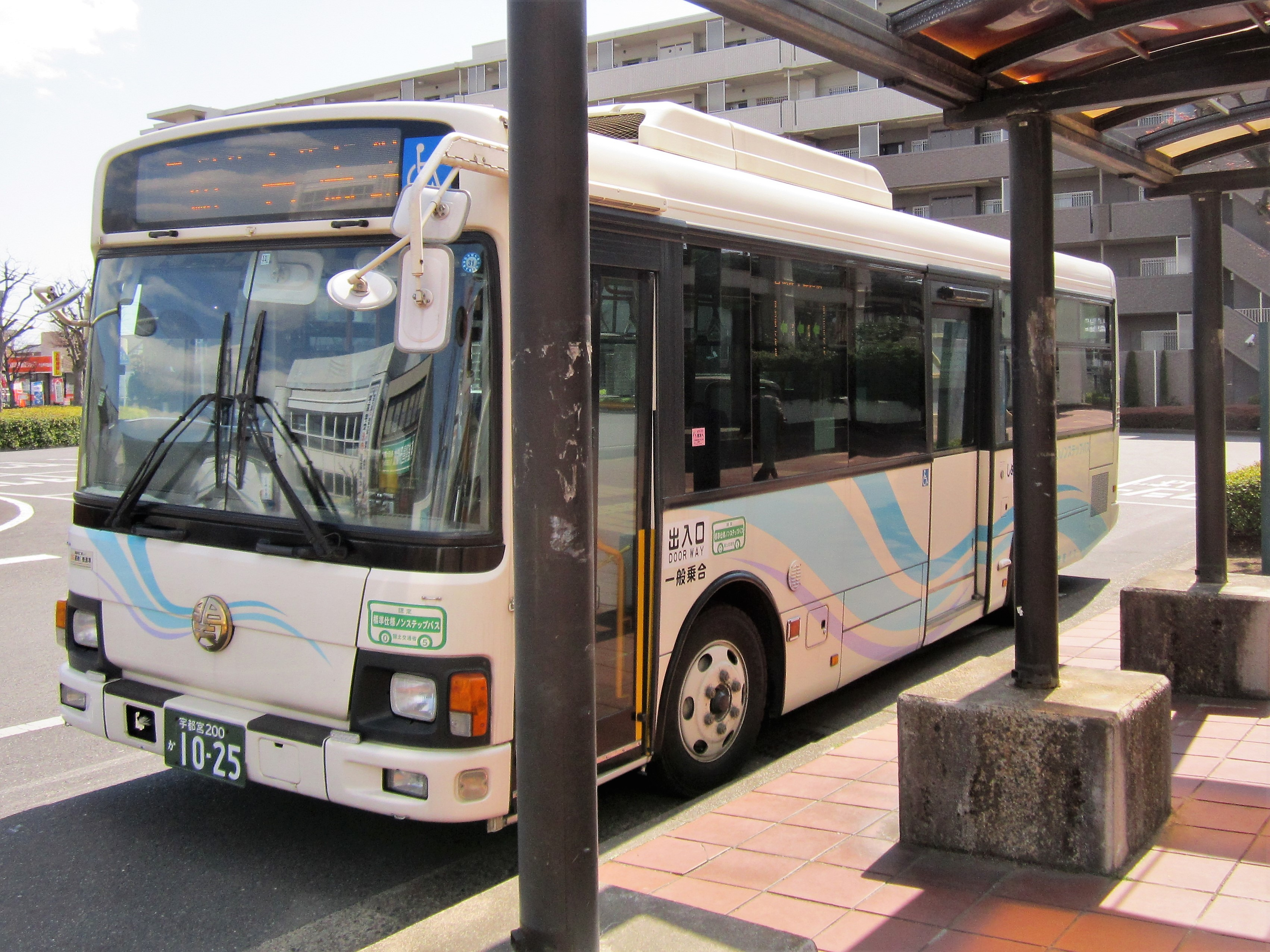
自治医大線

- [25]石橋駅 - 下蒲生 - 上三川車庫 - 上大沼 - 真岡工業団地 - （←真岡駅／台町→） - （真岡女子高校） - 真岡市役所 - [90]真岡営業所

※ 真岡駅は真岡→石橋駅方向、台町は石橋駅→真岡方向が経由する。
※ 真岡女子高校は、平日および土曜日朝の石橋駅発、平日および土曜日の午後の真岡発の一部が経由する。

#### 自治医大線
- 自治医大駅 - 自治医大附属病院

#### 獨協医大線
- おもちゃのまち駅 - 獨協医大病院

#### 石橋駅・獨協線
（広域連携「ゆうがおバス」）
- 石橋駅 - 石橋高校 - 下古山 - おもちゃのまち駅 - 獨協医大病院

## 廃止・撤退路線
県南営業所当時の2008年実施、小山市内大幅撤退時の廃止路線を記載。下記の多くの路線は現在はおーバスとして復活し運行が継続されている。
- 小山駅西口 - 佐野街道 - 思川新道 - 卒島
- 小山駅西口 - 結城街道入口 - 喜沢分岐点 - 扶桑団地
- 小山車庫 - 小山駅西口 - 結城街道入口 - 喜沢分岐点 - 扶桑団地
- 小山駅東口 - 富士通
- 小山駅東口 - 土塔 - 丸山入口 - 小山高専入口 - 高岳北工場
- 小山駅東口 - 土塔 - 丸山入口 - 小山高専入口 - 小山高専 - 高岳北工場
- 小山駅東口 - 駅南六丁目 - 小松グリーンタウン - 横倉新田